# Pont Vell de Padastros
Pont Vell (Macieira de Cambra) és un pont en Portugal. Es troba a Vale de Cambra, districte d'Aveiro. És un pont d'arc únic en granit i maçoneria construït als segles XVIII i XIX. Es troba catalogat per la Direcció General de Patrimoni Cultural.